# 鈴木淳 (俳優)
鈴木 淳（すずき じゅん、1968年6月25日 - ）は、日本の俳優、MC、講師。オリオンズベルトグローバル所属。

## 来歴
神奈川県川崎市高津区出身。学習院大学法学部政治学科中退。大学在学中の1988年、劇団四季のオーディションに合格し、翌年6月に初舞台を踏む。代表作は「ジョン万次郎の夢」福沢諭吉役(メインキャスト)。
退団後は、東京ディズニーシーのライブアクターとして、「マジックランプシアター」に出演。初代シャバーン役で通算6192回のステージに立った。
現在は俳優・MC・講師として幅広く活動しており、テレビドラマやCMにも多数出演。また、キリスト挙式の正教師(牧師)としてブライダルの仕事もこなす他、後身の育成にも力を注いでいる。
2023年、川崎市議会を紹介するコンセプトムービー「IT'S SHIGIKAI TIME!  IT 'S KAWASAKI TIME!さぁ、市議会に行こう！」でメインキャストを務める他、振付も担当した。
趣味は発祥の地巡り。特技は日常英会話、観光ガイド、ダンス全般。中央区観光検定、丸の内検定2級、美術検定4級。

## 出演

### テレビドラマ
- JIN-仁- 完結編（2011年、TBS）- 医学館医師 役
- 同窓生〜人は、三度、恋をする〜 #1（2014年、TBS）- 英語教師 役
- Doctor-X～外科医・大門未知子～SEASON3 #4（2014年、テレビ朝日）- 報道番組司会者 役
- 花咲舞が黙ってない #5（2015年、日本テレビ）- 男性1（合コン相手） 役
- 別れたら好きな人 最終話（2015年、東海テレビ）- 牧師 役
- 掟上今日子の備忘録 #5（2015年、日本テレビ）- お坊さん 役
- 土曜ワイド劇場「司法教官・穂高美子4」（2015年、テレビ朝日）- 牧師 役
- ヒガンバナ〜警視庁捜査七課〜 #1（2016年、日本テレビ）- コメンテーター 役
- ボク、運命の人です。#1・#7（2017年、日本テレビ）- キャスター 役
- あいの結婚相談所 #5（2017年、テレビ朝日）- 住職 役
- トットちゃん! #36（2017年、テレビ朝日）- 発声の先生 役
- 99.9-刑事専門弁護士- SEASON II #3（2018年、TBS）- コメンテーター 役
- ミッドナイト・ジャーナル 消えた誘拐犯を追え!七年目の真実（2018年、テレビ東京）- 住職 役
- 相棒 season17 #2（2019年、テレビ朝日）- 法医学教室教授 役
- 主婦カツ! #7（2018年、NHK・BSプレミアム）- 参加者B 役 ※バスツアー監修も兼任。
- 運命のクロスヒストリー 徹底捜査 忠臣蔵（2018年、NHK総合）- 栗崎道有 役
- 陛下と雅子さま 知られざる笑顔の物語（2019年、フジテレビ）-皇室担当記者 役
- タリオ 復讐代行の2人 #1（2020年10月9日、NHK総合・BS4K） - 沢井管理人 役
- シリーズ・江戸川乱歩短編集Ⅳ　新！少年探偵団（2021年、NHK・BSプレミアム）- 少年探偵団員 役
- ハマる男に蹴りたい女 #6（2023年、テレビ朝日）- 牧師 役
- 秀吉のスマホ#4・#7（2023年、NHK総合） - 施薬院全宗 役
- ●●ちゃん #5・6（2023年、ABC） - 起業塾講師 役
- ブラックファミリア～新堂家の復讐～ #3（2023年、日本テレビ） - 盗撮男C 役
- 闇バイト家族 第6話（2024年、テレビ東京） - 旅館の番頭 役[4]
- ミス・ターゲット 第6話（2024年、テレビ朝日） - 牧師 役

### 映画
- いっツー THE MOVIE（2014年）- 三所部長
- いっツー2 THE MOVIE（2014年）- 三所部長
- シン・ゴジラ（2016年）- 内閣参事官
- 沈黙 -サイレンス-（2016年）- 長崎の囚人（隠れ切支丹）
- 七転び八起きのピースサイン（2019年）- シロウの同僚
- 新青春（2020年）- 朝倉健太郎
- 首（2023年）- 蜂前寺の僧侶 役
- フロントライン(2025年)-浅岡医師(朝の情報番組コメンテーター)

### 舞台
※特筆がない限り、全て劇団四季での出演。
- ジーザス・クライスト・スーパースター（1989年）- アンサンブル　※デビュー作
- M.バタフライ（1989年）- クロコ　※日本初演
- 桃次郎の冒険（1990年）- アンサンブル
- 人間になりたがった猫（1990年）- 風船屋・錠前屋二 役
- 間奏曲（1990年）- 街の人
- エルリック・コスモスの239時間（1991年）- 少年ニールス
- ジョン万次郎の夢（1992年）- 福沢諭吉 ※メインキャスト
- エルリック・コスモスの239時間（1992年）- 少年ジョージ
- WWW（2014年、劇団お座敷コブラ）- カフェ店長
- RUN（2015年、劇団お座敷コブラ）- 捜査一課課長
- RUNver.2.0（2016年、劇団お座敷コブラ）- 捜査一課課長
- RUNver.3.0（2019年、劇団お座敷コブラ）- 捜査一課課長

### CM
- 一正蒲鉾～食べてみんと篇（1995年）
- アートネイチャー（1996年）
- メリルリンチ日本証券（1998年）
- NTT秋田～DoCoMo PHS（2001年）
- NHK 住所変更のお手続き2013（2013年）
- 大和ハウス工業～強い家篇（2014年）
- SCE PS Vita～PS Vita的学園生活篇（2015年）
- AIG損害保険～How NOT to Drive in Japan（2019年）
- 都民共済～誓いません篇（2019年）
- リビンマッチ～家売ったらいくらだろう篇（2020年）
- 雪印メグミルク恵ガセリ菌SP株ヨーグルトドリンクタイプ～いとまき篇（2022年）
- 雪印メグミルク恵ガセリ菌SP株ヨーグルトドリンクタイプ～おいしく内脂肪篇（2022年）

### オーディオドラマ
- distancetories vol.5 マサトシとユウイチ

### MC
- NTT「コミュニケーションワールド'94」(1994年、サンシャインシティ)
- ヴィクトリア「コレクション&オークション」(1995年、ヴィクトリア本店)
- 東京おもちゃショー(1998年・2000年、東京ビッグサイト)
- スカイバス東京&横浜(2009-2010年)-観光バスガイド
- 「ハリー・ポッター展2013」(2013年、森アーツセンターギャラリー)
- 「アジア交流音楽祭2023」(2023年、JR川崎駅東口広場ほか)
- 「かわさきジャズ2023」(2023年、川崎ルフロンほか)
- 「はぴ☆こん〜誰もが幸せになるコンサート〜」(2023年、ミューザ川崎)
- 「まるっとサステナFESTIVAL」(2023年、JR南武線武蔵溝ノ口駅)
- 「かわさき人権フェア2023」(2023年、川崎アゼリア)
- 「アジア交流音楽祭2024」(2024年、川崎ルフロンほか)
- 「アゼリアハワイアンマーケット フラショーイベント」(2024年、川崎アゼリア)
- 「子どもの権利✕うんこドリル お披露目イベント」(2024年、よみうりランドほか)
- 「2024多文化共生フォーラム・コンサート」(2024年、川崎市国際交流センター)
- 「かわさきジャズ2024」(2024年、川崎ルフロンほか)
- 「全国都市緑化かわさきフェア秋」(2024年、生田緑地会場)
- 「はぴ☆こん〜誰もが幸せになるコンサート〜」(2024年、ミューザ川崎)
- 「かわさき人権フェア2024」(2024年、川崎アゼリア)
- 「かわさき子どもの権利の日のつどいステージショー」(2024年、中原市民館)
- 「YOKOHAMA WESTSIDE C-MAP FES」(2024年、横浜駅西口)
- 「アジア交流音楽祭2025」(2025年、川崎市役所本庁舎1階アトリウム)
- 「全国都市緑化かわさきフェア春」(2025年、生田緑地会場)

### VP/MV
- 板橋区立エコポリスセンター「エコロジーツアー」（1995年）- キャプテンET
- ゼリア新薬工業 DVD「ひざこしラクチン体操」（2012年）- インストラクター　※振付も兼任
- ダウト「恋アバき、雨ザラし」（2013年）- 司会者
- ダウト「感電18号」（2013年）- 行司
- NHK2020応援ソング「パプリカ」ショートムービー（2019年）- シロウの同僚
- かわさきAKINAI AWARD #かわさき推しメシ（2022年）- 食レポレポーター
- ニコニコ動画 広告 ニコニコ町会議 2014（2014年）- 住職（徳田吉弘） 再生前動画広告（2018～2019年）- 歌う住職

### 講師
- 中央区民カレッジ2024年度前期「美声は美背〜元劇団四季が伝授！〜」
- 川崎市内の中学校・高等学校に於ける職業講話講師
- 人材派遣会社に於けるコミュニケーション研修講師

### その他
- 東京ディズニーシー「マジックランプシアター」（2001-2006年）- シャバーン　※初代
- かわさきAKINAI AWARD #かわさき推しメシ（2022年）- 食レポレポーター
- 川崎市議会コンセプトムービー「IT'S SHIGIKAI TIME! IT'S KAWASAKI TIME! ～さあ、市議会に行こう」(2023年)-メインキャスト&振付